# جورج آیتون
جورج آیتون (انگلیسی: George Aytoun؛ زادهٔ ۱۸۸۰) بازیکن فوتبال است.
از باشگاه‌هایی که در آن بازی کرده‌است می‌توان به باشگاه فوتبال پورت ویل اشاره کرد.